# Le Supplément
Pour les articles homonymes, voir Supplément.
Le Supplément est une émission de télévision française diffusée sur Canal+ du 7 septembre 2012 au 26 juin 2016.

## Histoire
Présentée par Maïtena Biraben, le samedi et le dimanche midi en clair sur Canal+ en 2012-2013. Elle est remplacée sur la grille des programmes du samedi midi par l'émission Le Tube de Daphné Bürki à la rentrée 2013. Pour la seconde saison, l'émission du dimanche conserve sa case et se voit ajouter une partie politique, appelée le « Supplément politique », où Maïtena Biraben reçoit une personnalité politique autour de la table de l'émission et des chroniqueurs habituels. Cette déclinaison fait suite à la suppression du magazine Dimanche +, initialement sur la case du dimanche en fin de matinée.
Le dimanche 19 avril 2015, l'émission est rebaptisée le temps d'une émission spéciale « Le Supplément reçoit le Président ». En effet, ce jour, Maïtena Biraben reçoit François Hollande, président de la République en fonction. Durant l'émission, il répond aux questions d'autres intervenants comme celles de lycéens venant de Thiais, ville située en banlieue parisienne.
Cette émission était présentée jusqu'à présent par Maïtena Biraben. Elle est remplacée à partir de septembre 2015 par Ali Baddou, qui animait jusque-là La Nouvelle Édition, Maïtena Biraben étant amenée à présenter Le Grand Journal à la place d'Antoine de Caunes.

## Identité visuelle

Logo de septembre 2012 à juin 2015.
Logo de septembre 2015 à juin 2016.

## Concept
Le magazine parle de l'actualité de la semaine à venir. L'émission est constitué de reportages et de divertissement tout en traitant l'actualité.

## Séquences et intervenants
- Politichic puis Inspecteur Beaugé (chronique assurée par Marc Beaugé)
- Sexy Demain
- La bio interdite (chronique assurée par Vincent Dedienne)

### Anciennes séquences
- Politicus
- Chut, le journal du off
- Le Réseau de ... (chronique assurée par Jérôme Bermyn)
- Eldin Reporter (chronique assurée par Cyrille Eldin)
- Retour vers le futur puis De Groodt (chronique assurée par Stéphane de Groodt)

## Audiences
Le Supplément réunit en moyenne 1 000 000 de téléspectateurs depuis la rentrée 2013.
| Présentateurs   | Date de diffusion          | Invité                                                                              | Audience moyenne          | Audience moyenne | Références |
| Présentateurs   | Date de diffusion          | Invité                                                                              | Nombre de téléspectateurs | PDM              | Références |
| --------------- | -------------------------- | ----------------------------------------------------------------------------------- | ------------------------- | ---------------- | ---------- |
| Maïtena Biraben | Mardi 20 octobre 2013      | Arnaud Montebourg                                                                   | 1 216 000                 | 7,6 %            | [ 3 ]      |
| Maïtena Biraben | Dimanche 2 février 2014    | Manuel Valls                                                                        | 1 220 000                 | 7,2 %            | [ 4 ]      |
| Maïtena Biraben | Dimanche 1er février 2015  | Michel Sapin, Sanjay Mirabeau, l'avocat de Dieudonné et le journaliste Denis Robert | 1 217 000                 | 6,9 %            | [ 5 ]      |
| Maïtena Biraben | Dimanche 19 avril 2015     | François Hollande                                                                   | 1 789 000                 | 11,9 %           | [ 6 ]      |
| Ali Baddou      | Dimanche 27 septembre 2015 | Catherine Barma                                                                     | 499 000                   | 3,8 %            | [ 7 ]      |

Légende :
- Le plus haut chiffre d'audience
- Les plus bas chiffres d'audience